# بافلو بوليهينكو
بافلو بوليهينكو (بالأوكرانية: Полегенько Павло Ігорович)‏ (6 يناير 1995 بتشرنيغوف في أوكرانيا - ) هو لاعب كرة قدم أوكراني في مركز الدفاع. شارك مع منتخب أوكرانيا تحت 16 سنة لكرة القدم ومنتخب أوكرانيا تحت 17 سنة لكرة القدم ومنتخب أوكرانيا تحت 18 سنة لكرة القدم ومنتخب أوكرانيا تحت 19 سنة لكرة القدم. أما مع النوادي، فقد لعب مع دينامو كييف وFC Dynamo-2 Kyiv ‏ وهوفيرلا أوجهورود ‏.

## وصلات خارجية
- بافلو بوليهينكو على موقع اتحاد أوكرانيا (الإنجليزية)
- بافلو بوليهينكو على موقع قاعدة بيانات كرة القدم.إي يو (الإنجليزية)
- بافلو بوليهينكو على موقع Soccerway.com (الإنجليزية)
- بافلو بوليهينكو على موقع عالم كرة القدم.نت (الإنجليزية)
- بافلو بوليهينكو على موقع AS.com (الإسبانية)